# Rigoberto di Reims
Rigoberto di Reims (VII secolo – Gernicourt, 743) è stato un vescovo e monaco cristiano franco, venerato come santo dalla chiesa cattolica, che lo ricorda il 4 gennaio.

## Biografia
Fu vescovo di Reims dal 695 succedendo a san Reolo. Fu destituito dall'incarico di vescovo da Carlo Martello nel 717 a seguito di una calunnia.
Carlo Martello lo riabilitò qualche anno più tardi. Non volendo però riprendere l'incarico di vescovo si ritirò a Gernicourt dove morì nel 743.

## Culto
La Chiesa cattolica lo ricorda il 4 gennaio.
Dal Martirologio Romano: "A Reims sempre in Neustria, nell'odierna Francia, san Rigoberto, vescovo, che, scacciato contro le leggi dalla sua sede da parte di Carlo Martello capo dei Franchi, visse in umiltà."